# Foixarda
La foixarda (Globularia alypum) -de vegades escrit erròniament "fuixarda"-, cogullada, (herba) cossiada, escorsiada o cebollada és un petit arbust mediterrani de fins a 60 cm d'alçària que creix en brolles assolellades, boscos no gaire atapeïts i garrigues seques, sempre en terrenys calcaris. Per tot el País Valencià i les Illes és comuna fins a 1.000 m d'altitud. A Catalunya manca a les zones més humides i és escassa al Pirineu, és a dir a les zones de substrat silici.
Fa una inflorescència en capítol d'entre 1 cm i 3 cm de diàmetre, en forma de botó, que floreix a final d'hivern. Les fulles són de pecíol molt curt, lanceolades i acabades en punta (mucronades).
Es distingeix fàcilment de les altres espècies autòctones del mateix gènere del gènere Globularia, perquè les altres espècies són herbàcies i tenen les fulles disposades en forma de roseta a la base i amb llargs pecíols en comptes de tenir-les sèssils i a les mateixes tiges que les flors.
Té aplicacions medicinals. Es pren com a remei contra l'excés de pressió sanguínia.